# The Night House
The Night House (La casa oscura en Hispanoamérica) es una película de suspenso y terror psicológico de 2020 dirigida por David Bruckner, basada en un guion original de Ben Collins y Luke Piotrowski. La película es protagonizada por Rebecca Hall como una viuda que descubre un oscuro secreto sobre la casa que construyó su difunto esposo. Sarah Goldberg, Evan Jonigkeit, Stacy Martin y Vondie Curtis-Hall también protagonizan.
The Night House tuvo su estreno mundial en el Festival de Cine de Sundance el 24 de enero de 2020 y fue estrenada en los Estados Unidos el 20 de agosto de 2021 por Searchlight Pictures.

## Sinopsis
Una profesora intenta volver a la normalidad tras el inesperado suicidio de su esposo arquitecto en la residencia que ambos compartían en Upstate New York. Una serie de sueños perturbadores comienzan a hacerse realidad cuando ella descubre una presencia fantasmal que se desvanece durante el día. Una búsqueda en su casa —y en su matrimonio— revela extraños secretos y misterios que ella debe resolver.

## Argumento
Beth, una maestra de primaria, acaba de perder a su marido Owen, quien se suicidó. Devastada, se pasa las noches bebiendo y revisando las pertenencias de su esposo. Intenta parecer estable y en control, pero su amiga Claire y su vecino Mel están preocupados por ella. La ominosa nota de suicidio de Owen: "Tenías razón. No hay nada. Nada te persigue. Ahora estás a salvo.", la deja perpleja. Ella comienza a sufrir extraños sucesos por la noche que empiezan como pesadillas o parálisis del sueño, y encuentra un extraño plano invertido de su casa.
Una noche, descubre en el teléfono de Owen una foto de una mujer que se parece mucho a ella, y sospecha que Owen tenía una aventura. Después de una noche de fiesta con Claire, una Beth borracha revela que estuvo muerta durante cuatro minutos tras sufrir un accidente automovilístico hace años y que en esa experiencia vio que “no había nada más allá”. Owen siempre estuvo en desacuerdo con esto y estuvo a punto de hacerla cambiar de opinión antes de morir. Beth dice que cuando sufrió una depresión hace un año, Owen empezó a ser sonámbulo y ella pensó que le había transmitido sus emociones negativas. Esa noche, es despertada por una presencia sobrenatural y tiene visiones de varias mujeres asustadas que huyen por el bosque. Encuentra sangre en el bote donde Owen se disparó (la casa está a orilla de un lago) y siente una presencia invisible que la acecha en su casa.
Al cruzar el lago para investigar un extraño juego de luces, Beth descubre una copia invertida de su casa y la de Owen y ve figuras fantasmales de mujeres con Owen. Se desmaya y se despierta en su propia casa. Vuelve a buscar la casa invertida y la encuentra, aunque esta vez está inacabada, abandonada y vacía. Recupera una extraña estatua de ella y confronta a Mel, quien confiesa que nunca vio la casa, pero que una vez vio a Owen en el bosque por la noche con una mujer que se parecía a Beth. Buscando en la computadora portátil de su esposo, encuentra más fotos de mujeres que se parecen a ella, e identifica la estatua de uno de sus libros como un muñeco de vudú y descubre indicios de que Owen estaba investigando en libros de ocultismo cómo atrapar o engañar a a entidades demoníacas.
Beth encuentra la librería donde Owen compró los libros y se encuentra con Madelyne, una de las mujeres de las fotos de Owen, quien niega haberse acostado con él. Beth visita a Claire, quien le pide que pase unos días fuera de la casa. Ella acepta y se dirige a su casa para hacer las maletas, donde amenaza al fantasma de la casa. Madelyne llega de improviso y le cuenta a Beth cómo Owen la invitó a la casa inversa. Cuando Owen la besó, intentó estrangularla, pero se disculpó después de que ella se asustara y la llevó de vuelta a casa. Una Beth borracha visita la casa del revés, y bajo las tablas del suelo encuentra los cuerpos de las mujeres que Owen fotografió.
De vuelta en su casa, una fuerza invisible acaricia a Beth y ella la abraza, confundiéndola con el espíritu de Owen. El ente le revela que “no es Owen” y le muestra visiones de su esposo atacando y asesinando a las mujeres. El ente la arrastra por la casa, revela que era lo que Beth vio cuando murió y se identifica como "Nada". El ente le explica que trató de convencer a Owen de que matara a Beth para que volviera a ella, pero él se resistió. Construyó la casa inversa y asesinó a las mujeres parecidas a Beth para intentar engañar al demonio, pero la entidad se dio cuenta del truco. Luego, coloca a Beth en una posición similar a la de una estatua que había recuperado de la casa.
Por la mañana, Claire llega y ve pruebas de una pelea en la casa. Al descubrir que la pistola que Owen utilizó para suicidarse no está, se apresura a ir al muelle con Mel, donde encuentran a Beth flotando en el bote con la pistola. En la dimensión de Nada (donde hay una permanente luna roja), el demonio intenta convencer a Beth de que se una a él, suicidándose, pero Beth decide bajar el arma y no hacerlo. En cuanto aleja el arma de sí misma, Beth vuelve al mundo real, donde Claire está nadando hacia el bote para salvarla. Una vez en tierra, Beth ve la silueta del demonio en el bote, y cuando Mel le dice que no hay nada allí, ella responde "Lo sé".

## Reparto
- Rebecca Hall como Beth
- Sarah Goldberg como Claire
- Stacy Martin como Madelyne
- Evan Jonigkeit como Owen
- Vondie Curtis-Hall como Mel

## Producción
En febrero de 2019, se anunció que Rebecca Hall se uniría al elenco de la película, dirigida por David Bruckner con un guion escrito por Ben Collins y Luke Piotrowski. David S. Goyer ofició como productor de la cinta. El rodaje comenzó en mayo de 2019.

## Estreno
Tuvo su estreno mundial en el Festival de Cine de Sundance el 24 de enero de 2020. Poco después, Searchlight Pictures adquirió los derechos de distribución de la película. Estaba programado para ser estrenada el 16 de julio de 2021, antes de que la fecha se moviera al 20 de agosto de 2021.

## Recepción
The Night House recibió reseñas generalmente positivas de parte de la crítica y de la audiencia. En el sitio web especializado Rotten Tomatoes, la película posee una aprobación de 88%, basada en 208 reseñas, con una calificación de 7.1/10 y un consenso crítico que dice: «Liderada por la apasionante actuación central de Rebecca Hall, The Night House ofrece un horror atmosférico que atrae tanto intelectual como emocionalmente.» De parte de la audiencia tiene una aprobación de 67%, basada en más de 1000 votos, con una calificación de 3.6/5.
El sitio web Metacritic le dio a la película una puntuación de 68 de 100, basada en 36 reseñas, indicando "reseñas generalmente favorables". Las audiencias encuestadas por CinemaScore le dieron a la película una "C-" en una escala de A+ a F, mientras que en el sitio IMDb los usuarios le asignaron una calificación de 6.5/10, sobre la base de 53 925 votos. En la página web FilmAffinity la cinta tiene una calificación de 5.8/10, basada en 4329 votos.